# Johann Michael Duntze
 Johann Michael Duntze  (* 28. Februar 1779 in Bremen; † 14. September 1845 in Bremen) war ein Jurist, Bremer Senator und Bremer Bürgermeister.

## Biografie
Duntze war der Sohn des Kaufmanns Johann Duntze (1744–1822) und der Kaufmannstochter Gesche, geb. Löning. Er war verheiratet mit der Senatorentochter Kunigunde Meinertzhagen.
Er absolvierte das Paedagogium und ab 1796 das Gymnasium Illustre in Bremen. Nach dem Abitur studierte er ab 1798 Rechtswissenschaften an der Universität Marburg und promovierte 1801 zum Dr. jur. Danach war er Gerichtsreferendar.
1807 wurde als Nachfolger von seinem Schwiegervater Daniel Meinertzhagen Ratsherr bzw. Senator in Bremen. Er wirkte im Obergericht der Stadt und bei der Gesetzgebung mit. 1813 war er in der Bremer Franzosenzeit Präfekturrat bei der Präfektur im Département du Weser. Am 15. Juli 1824 wurde er Bremer Bürgermeister und blieb in dem Amt bis zu seinem Tod.